# Религија у Литванији
Религија у Литванији (2011)
Религија у Литванији (литв. Religija Lietuvoje) заступљена је с неколико верских заједница.

## Историја
Литванија је један од европских предела која је веома дуго задржала паганска веровања. Тек због династијских разлога кад је настала пољско-литванска држава, Литванија је прешла на хришћанство и то на римокатоличанство. Протестантизам се делимично проширио у доба кад је Шведска владала балтичким обалама. Број православних верника нагло је порастао када царска Русија освојила ове крајеве. Падом под совјетску власт, систем промовише атеизам.

## Галерија
- Ширење хришћанства у Европи и на Средоземљу
- Европа у доба великог раскола 1054. године
- Религија у Европи, на Средоземљу и на Блиском истоку 1100. године
- Религије у Европи 1560. године